# سنة بلا صيف
1816 أطلق عليها اسم «سنة بلا صيف» وسميت أيضا ب‍‍سنة الفقر، سنة عرفت تقلبات مناخية قاسية نجم عنها تغير كبير في درجة الحرارة بلغت نحو (0.4 - 0.7) درجة مئوية. وأدت إلى إتلاف المحاصيل في نصف الأرض الشمالي، مما لا شك فيه أن السببين الرئيسين الذين كانا خلف هذه الظاهرة هما تدن كبير في نشاط الشمس وفصل شتاء بركاني. وقد كتبت الروائية السويسرية ماري شيلي في عام 1816 ضمن روايتها الشهيرة «فرانكنشتاين».

## وصف
كانت سنة بلا صيف كارثة زراعية. وقد أطلق المؤرخ جون د. بوست على هذا «آخر أزمة عيش عظيمة في العالم الغربي». كان للانحرافات المناخية لعام 1816 تأثير كبير على معظم نيو إنجلاند وكندا الأطلسية وأجزاء من أوروبا الغربية.

### آسيا
كانت هناك مجاعة هائلة في الصين. دمرت الفيضانات العديد من المحاصيل المتبقية. تعطل موسم الرياح الموسمية، مما أدى إلى فيضانات غامرة في وادي اليانغتسي. في الهند، تسببت الرياح الموسمية الصيفية المتأخرة في هطول أمطار غزيرة متأخرة أدت إلى تفاقم انتشار الكوليرا من منطقة بالقرب من نهر الغانج في البنغال وصولاً إلى موسكو.
أفاد الحصن شوانغتشينغ، الموجود الآن في هيلونغجيانغ، أن الحقول تلفت بسبب الصقيع وهرب المجندون نتيجة لذلك. تم الإبلاغ عن تساقط الثلوج في الصيف أو هطول خليط المطر والثلج في مواقع مختلفة في جيانغشي وآنهوي، الواقعين عند حوالي 30 درجة شمالًا. في تايوان، التي تتمتع بمناخ استوائي، تم الإبلاغ عن تساقط الثلوج في هسينشو ومياولي، وتم الإبلاغ عن صقيع في تشانغهوا. في اليابان، التي كانت التي كانت قد خرجت تواً من مجاعة تينمي الكبرى ذات الصلة بالطقس البارد من 1782 إلى 1788 تسبب البرد في إتلاف المحاصيل، ولكن ولم تكن هناك آثار سلبية على السكان.

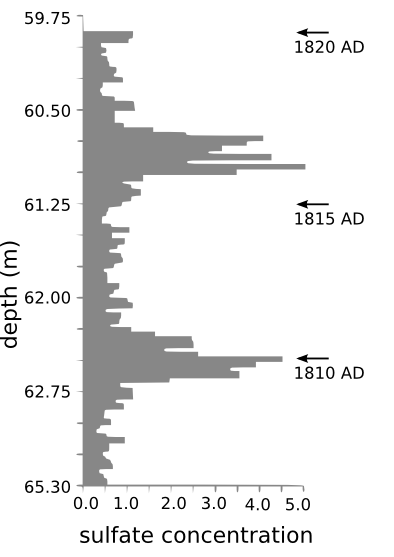
تركيز كبريتات في نوى الجليد من جرينلاند. حدث ثوران بركاني غامض قبل عام 1810. الذروة بعد عام 1815 كان سببها ثوران جبل تامبورا.

وفقًا لتحليل عام 2012 بواسطة بيركلي إيرث، تسبب ثوران تامبورا عام 1815 في انخفاض مؤقت في متوسط درجة حرارة الأرض على الأرض بنحو 1 درجة مئوية. تم تسجيل انخفاض أقل في درجات الحرارة من ثوران 1812-1814.
كانت الأرض بالفعل في فترة طويلة من البرودة العالمية بدأت في القرن الرابع عشر. يُعرف اليوم باسم العصر الجليدي الصغير، وقد سبق له التسبب في ضائقة زراعية كبيرة في أوروبا. تفاقم التبريد للعصر الجليدي الصغير بسبب ثوران بركان تامبورا، الذي حدث بالقرب من نهاية العصر الجليدي الصغير.

### أوروبا
نتيجة لسلسلة الانفجارات البركانية، كانت المحاصيل فقيرة لعدة سنوات؛ جاءت الضربة النهائية في عام 1815 مع ثوران بركان تامبورا. أوروبا، التي لا تزال تتعافى من الحروب النابليونية، عانت من نقص الغذاء. عانى الفقراء بشكل خاص خلال هذا الوقت. أدت درجات الحرارة المنخفضة والأمطار الغزيرة إلى فشل المحاصيل في بريطانيا وأيرلندا. قطعت العائلات في ويلز مسافات طويلة لتسول الطعام. كانت المجاعة منتشرة في شمال وجنوب غرب أيرلندا، بعد فشل محاصيل القمح، والبطاطس. في ألمانيا، كانت الأزمة شديدة. ارتفعت أسعار المواد الغذائية بشكل حاد في جميع أنحاء أوروبا. مع عدم معرفة سبب المشاكل، تظاهر الجياع أمام أسواق الحبوب والمخابز. فيما بعد، وقعت أعمال شغب وحرق ونهب في العديد من المدن الأوروبية. وفي بعض المناسبات حمل مثيرو الشغب أعلاماً كتب عليها «خبز أو دم». على الرغم من أن أعمال الشغب كانت شائعة في أوقات الجوع، إلا أن أعمال الشغب بسبب الغذاء في عامي 1816 و 1817 كانت أعلى مستويات العنف منذ الثورة الفرنسية. كانت أسوأ مجاعة في أوروبا في القرن التاسع عشر.
بين عامي 1816 و 1819، حدثت أوبئة كبيرة للتيفوس في أجزاء من أوروبا، بما في ذلك أيرلندا وإيطاليا وسويسرا واسكتلندا، والتي عجلت بسبب سوء التغذية والمجاعة الناجمة عن عام بلا صيف. وتوفي أكثر من 65 ألف شخص مع انتشار المرض خارج أيرلندا وبقية بريطانيا.
سَجّل سِجِل درجات الحرارة في وسط إنجلترا منذ فترة طويلة أن العام الحادي عشر هو الأكثر برودة منذ عام 1659، بالإضافة إلى ثالث أبرد صيف وأبرد شهر يوليو على الإطلاق. تُعزى العواصف الهائلة والأمطار غير الطبيعية مع فيضانات الأنهار الرئيسية في أوروبا (بما في ذلك نهر الراين) إلى الحدث، كما هو الحال في صقيع أغسطس. نتيجة للرماد البركاني في الغلاف الجوي، شهدت المجر ثلجًا بني اللون. شهدت المنطقة الشمالية والشمالية الوسطى من إيطاليا شيئًا مشابهًا، حيث تساقط الثلج الأحمر على مدار العام.
كانت الآثار واسعة النطاق واستمرت بعد فصل الشتاء. في غرب سويسرا، كان صيف 1816 و 1817 شديد البرودة لدرجة أن سد جليدي تشكل أسفل لسان جيترو الجليدي في أعلى فال دي بانيس. على الرغم من جهود المهندس إجناز فينيتس لتجفيف البحيرة المتنامية، فقد انهار السد الجليدي بشكل كارثي في يونيو 1818، مما أسفر عن مقتل 40 شخصًا.

### أمريكا الشمالية
في ربيع وصيف عام 1816، لوحظ استمرار «الضباب الجاف» في أجزاء من شرق الولايات المتحدة. أحمر الضباب ضوء الشمس وخفته، بحيث كانت البقع الشمسية مرئية للعين المجردة. لا الرياح ولا الأمطار أزالت «الضباب». وقد تم وصفه بأنه «حجاب رذاذ كبريتات الستراتوسفير».
لم يكن الطقس في حد ذاته معاناة لأولئك الذين اعتادوا على فصول الشتاء الطويلة. تكمن المشكلة الحقيقية في تأثير الطقس على المحاصيل وبالتالي على إمدادات الغذاء والحطب. في الجبال المرتفعة، حيث كانت الزراعة مشكلة في السنوات العادية، لم يكن المناخ الأكثر برودة يدعم أبدًا الزراعة. في مايو 1816، قتل الصقيع معظم المحاصيل في المرتفعات العالية من ماساتشوستس، نيوهامبشاير، وفيرمونت، وكذلك شمال ولاية نيويورك. في 6 حزيران (يونيو)، تساقطت الثلوج في ألباني (نيويورك) ودينيسفيل (مين). في كيب ماي (نيو جيرسي)، تم الإبلاغ عن الصقيع خمس ليال متتالية في أواخر يونيو، مما تسبب في أضرار جسيمة للمحاصيل. شهدت نيو إنجلاند أيضًا عواقب وخيمة من ثوران بركان تامبورا. على الرغم من بقاء محاصيل الفاكهة والخضروات على قيد الحياة، فقد ورد أن الذُرة قد نضجت بشكل سيئ لدرجة أنه لم يكن أكثر من ربعها صالحًا للاستخدام في الغذاء. لم يكن هذا الحصاد المتعفن وغير الناضج مناسبًا حتى لتغذية الحيوانات. تسبب فشل المحاصيل في نيو إنجلاند وكندا وأجزاء من أوروبا أيضًا في ارتفاع أسعار العديد من المواد الغذائية بشكل حاد. في كندا، نفد الخبز والحليب في كيبيك ووجد سكان نوفا سكوتيون أنفسهم يغليون أعشاب العلف من أجل القوت.
علق الكثير على هذه الظاهرة. كتبت سارة سنيل براينت، من كومينغتون، في ولاية ماساتشوستس، في يومياتها: «الطقس إلى الوراء». فيفي عائلة كنيسة شاكر بالقرب من لبنان الجديد (نيويورك)، كتب نيكولاس بينيت في مايو 1816، «كان كل شيء متجمدًا». انخفضت درجات الحرارة إلى أقل من درجة التجمد تقريبًا كل يوم في مايو. تجمدت الأرض في 9 يونيو. في 12 يونيو، اضطر الهزازون إلى إعادة زراعة المحاصيل التي دمرها البرد. في السابع من تموز (يوليو)، كان الجو شديد البرودة، توقف كل شيء عن النمو. عادت تلال بيركشاير للتجمد مرة أخرى في 23 أغسطس، كما حدث في الجزء العلوي الشمالي الشرقي.
لخص مؤرخ ماساتشوستس الكارثة:
حدث صقيع شديد كل شهر. تساقطت الثلوج في السابع والثامن من يونيو، وكان الجو باردًا لدرجة أن المحاصيل قد قطعت، بل حتى تجمدت الجذور... في أوائل الخريف عندما كانت الذرة في الحليب، كانت مجمدة تمامًا لدرجة أنها لم تنضج أبدًا وبالكاد تستحق الحصاد. كانت أغراض الخبز نادرة والأسعار مرتفعة وكانت الطبقة الفقيرة من الناس في كثير من الأحيان في حالة ضائقة بسبب نقص الطعام. يجب أن نتذكر أن مخازن الحبوب في الغرب العظيم لم تُفتح لنا بعد ذلك عن طريق اتصالات السكك الحديدية، واضطر الناس إلى الاعتماد على مواردهم الخاصة أو على الآخرين في مناطقهم المباشرة.

## تأثيرات

منظر طبيعي مع قوس قزح عام 1810 (قبل ثوران بركان جبل تامبورا 1816) بقلم كاسبر ديفيد فريدريك

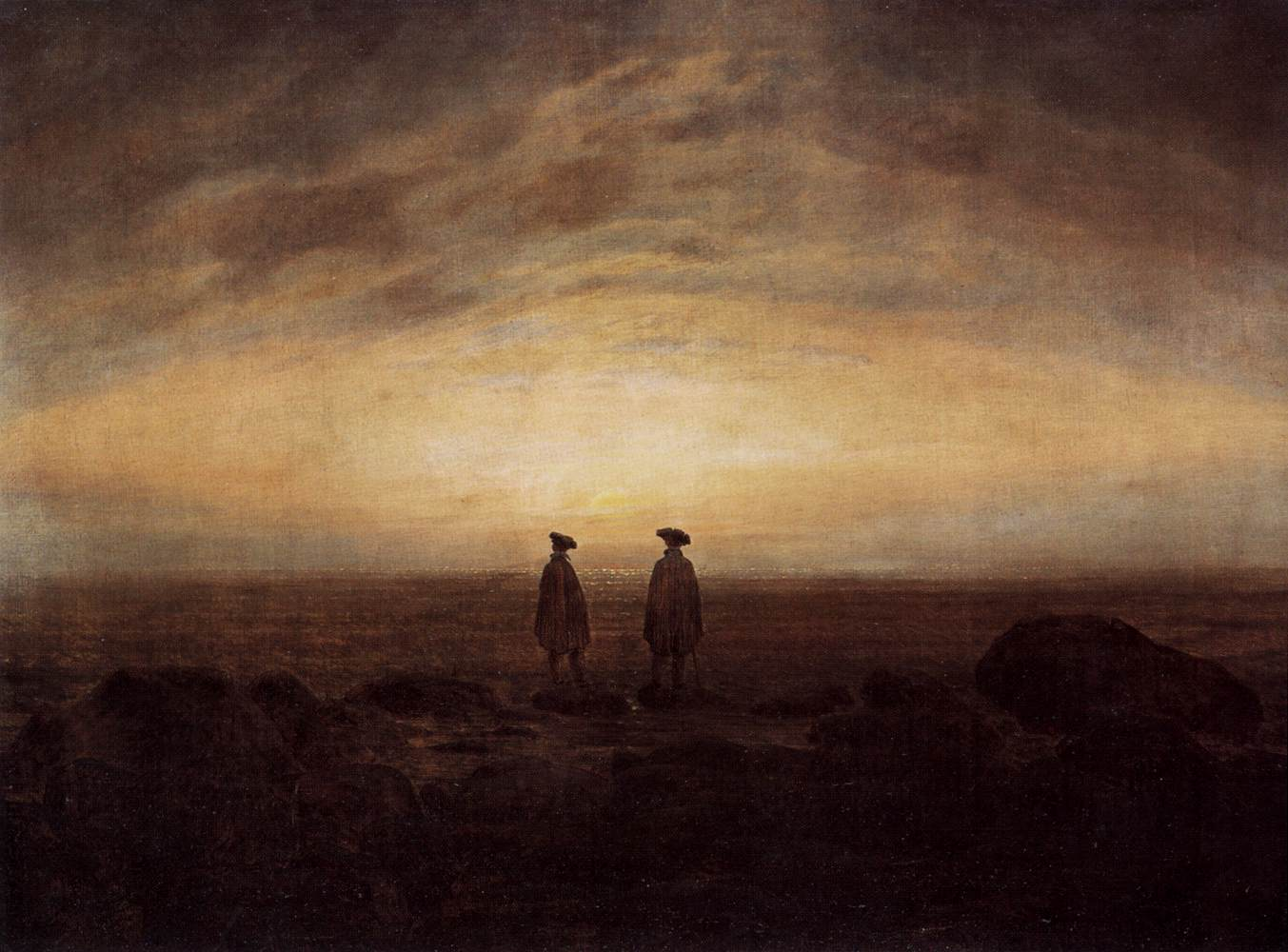
رجلان على البحر عام 1810 (بعد ثوران بركان جبل تامبورا 1816) بقلم كاسبر ديفيد فريدريك

تسببت المستويات العالية من التفرا في الغلاف الجوي في ظهور ضباب فوق السماء لبضع سنوات بعد الثوران، بالإضافة إلى درجات اللون الأحمر الغامق في غروب الشمس (شائع بعد الانفجارات البركانية). تؤكد اللوحات خلال السنوات التي سبقت ثوران البركان وبعده أن هذه الألوان الحمراء لم تكن موجودة قبل ثوران بركان جبل تامبورا. وبالمثل، تصور هذه اللوحات مشاهد مزاجية أكثر قتامة، حتى في ضوء كل من الشمس والقمر. تحولت الموضوعات بعيدًا عن فترات ما بعد الظهيرة المفعمة بالأمل والحيوية، نحو الدين والصناعة واليأس. تم استلهام العديد من اللوحات خلال هذه الفترة الزمنية من الأسلوب الرومانسي للرسم، وبالتالي كانت واقعية جدًا للمشاهد الفعلية التي تم رسمها، مما أدى إلى إنشاء «لقطات» للسنوات التي سبقت الانفجار وبعده.